# Foi bahá'íe
Foi bahá’íe
Cette page contient des caractères spéciaux ou non latins. S’ils s’affichent mal (▯, ?, etc.), consultez la page d’aide Unicode.

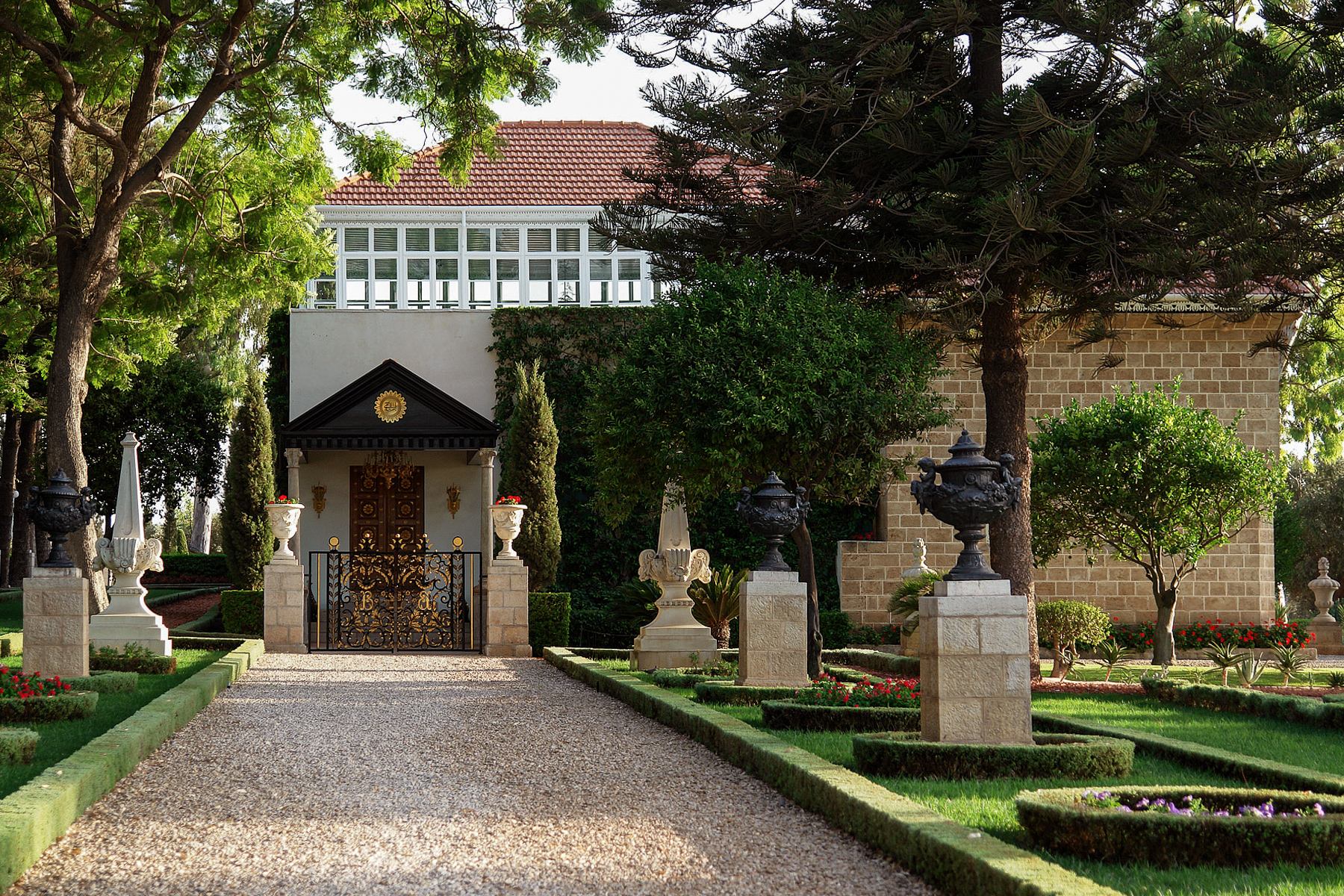
Le mausolée de Baháʼu'lláh à Acre.

Le bahaïsme, ou baha’isme, aussi connu sous le nom de foi bahá’íe (en persan : بهائی (bahāʾī), prononcé [baˈ.haː.ʔ.iː] ou [ba.hɑː.i]) ou béhaïsme (vieille graphie), est une religion monothéiste proclamant l’unité spirituelle de l’humanité. Les membres de cette communauté religieuse internationale se décrivent comme les adhérents d’une « religion mondiale indépendante »,,,.
Pour les bahaïs, Adam, Abraham, Moïse, Zarathoustra, Krishna, Bouddha, Jésus-Christ, Mahomet, le Báb et Bahá’u’lláh sont des manifestations de Dieu.
Cette religion a été fondée en 1863 par le Persan Mīrzā Ḥusayn-ʿAlī Nūrī (1817-1892). Son nom est dérivé du surnom donné à son fondateur : Bahāʾ-Allāh (en arabe, « Gloire de Dieu » ou « splendeur de Dieu ») — Bahá’u’lláh en translittération baha’ie. Les baha’is sont les disciples de Bahāʾ-Allāh. Ils s’organisent autour de plus de 100 000 localités (répertoriées par le centre mondial de Haïfa) à travers le monde. Son centre spirituel (lieu de pèlerinage — ziyarat) et administratif est situé à Haïfa et Acre, en Israël. Selon l’historien baha’i Peter Smith, les membres de la foi baha’ie sont estimés en 2022 à environ huit millions dans le monde. Il ajoute que cette estimation du nombre de baha’is a été qualifiée d’« incertaine ».

## Histoire
L’histoire de la foi baha’ie suit la séquence historique de ses dirigeants spirituels, commençant le soir du 22 mai 1844 par la déclaration du Bāb à Chiraz, en Iran, et se fondant toujours sur les bases d’un ordre administratif établi par les figures historiques centrales de la foi. La communauté baha’ie reste confinée aux empires iranien et ottoman jusqu’au décès de Bahāʾ-Allāh en 1892. Sous la direction de son fils ʿAbd-al-Bahāʾ, la religion se développe en Europe et en Amérique du Nord, et se consolide en Iran, où elle subit encore actuellement d’intenses persécutions. À la mort de ʿAbd-al-Bahāʾ en 1921, la direction spirituelle de la communauté entre dans une nouvelle phase, évoluant d’une direction par un individu à un ordre administratif composé d’institutions élues et d’individus nommés[réf. nécessaire].

### Le Bāb

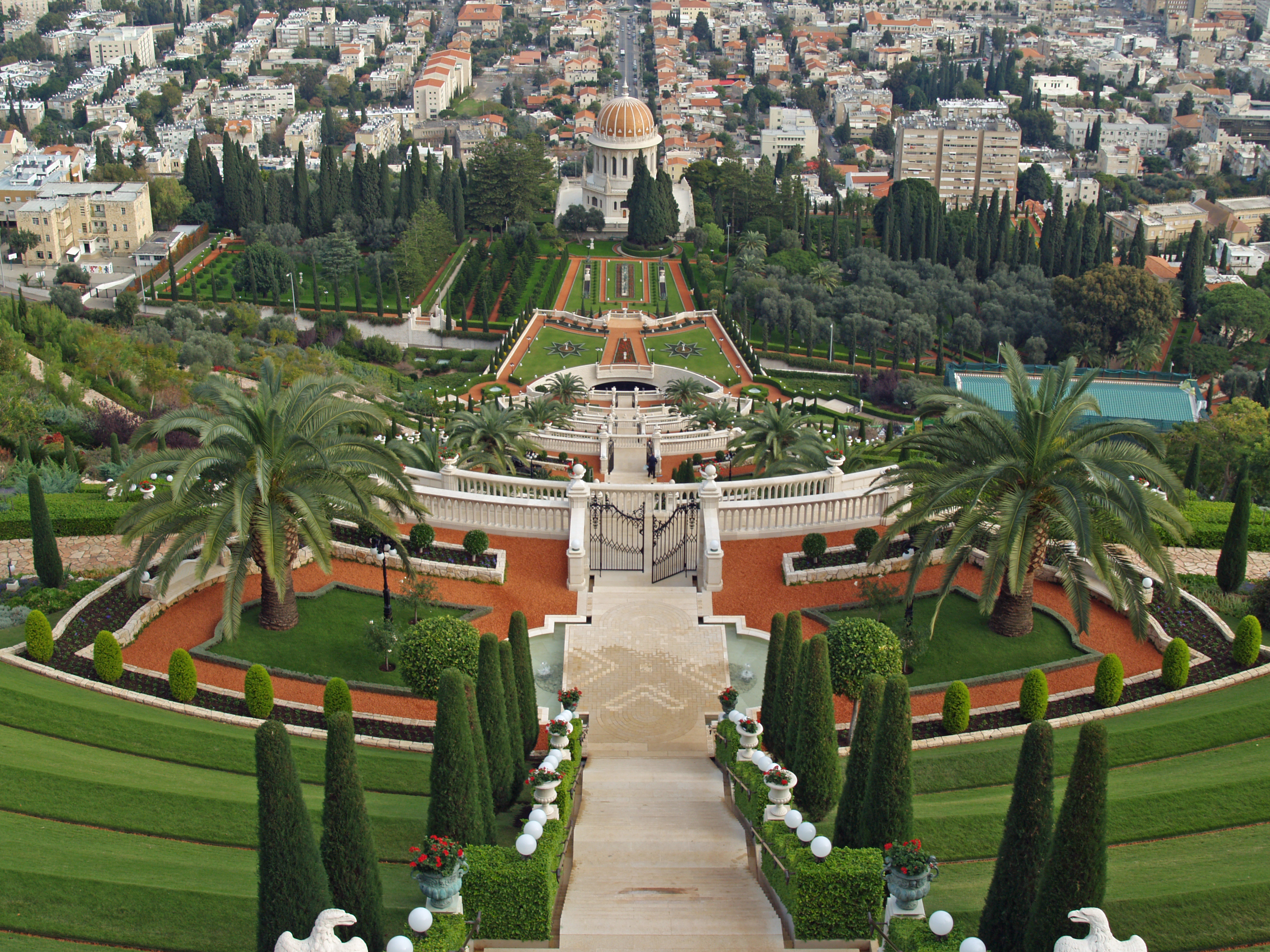
Le mausolée du Báb au sommet du mont Carmel à Haïfa.

Au début des années 1790 naît en Iran un mouvement chiite ésotérique et mystique sous la conduite de Šayḫ Aḥmad Aḥsāʾī. Ses disciples, appelés shaykhis, focalisent leur enseignement sur les aspects métaphysiques du chiisme et critiquent le juridisme excessif du clergé majoritaire, afin de les préparer pour la venue du Mahdi attendu (ou Qāʾim)[réf. nécessaire].
À la mort de Sayyid Kāẓim, le successeur de Šayḫ Aḥmad à la tête de l’école, certains de ses disciples partent à la recherche d’un nouveau maître pour prendre la direction du mouvement. Selon la croyance, l’un de ces fidèles, Mullā Ḥusayn, part dans ce but pour Chiraz après 40 jours de prière et de jeûne.
À son arrivée, le 22 mai 1844, Mullā Ḥusayn est accueilli par un habitant qui l’invite chez lui. Après avoir demandé à son invité la raison de son voyage, il lui annonce être celui qu’il cherche. سيد علی محمد شیرازی (Sayyid ʿAlī Muḥammad Šīrāzī) (20 octobre 1819 - 9 juillet 1850) est un marchand de Chiraz, en Iran, qui, à l’âge de 25 ans, déclare être une manifestation nouvelle de Dieu et le Mahdi attendu (ou Qāʾim):79. Il prend dès lors le titre de باب (Bāb) (« porte »), et est fusillé par les autorités d’Iran six ans plus tard, à Tabriz.
Mullā Ḥusayn est le premier disciple du Bāb. En peu de temps, dix-sept autres disciples (dont une femme, Tahira) le rejoignent. Le babisme naît à ce moment. Les dix-huit premiers disciples sont dès lors connus dans le babisme comme les « Lettres du Vivant ».
Le cœur du message du Bāb est l’arrivée imminente de « Celui que Dieu rendra manifeste » (man yuẓhiruh Allāh), le promis annoncé par des religions du passé. Bahāʾ-Allāh, le prophète fondateur de la religion baha’ie, est un des disciples du Bāb et a annoncé être la réalisation de sa prophétie.

### Bahāʾ-Allāh
Le fondateur de la foi baha’ie, Mīrzā Ḥusayn-ʿAlī Nūrī, naît à Nur, dans la province iranienne du Mazandéran, le 12 novembre 1817, dans une famille noble. Son père travaille pour le gouvernement du shah d’Iran. À 27 ans, lorsque son père meurt, on propose au fils de le remplacer à la cour du roi. Mais il refuse, afin de consacrer son temps à aider les opprimés, les malades et les pauvres, à soutenir la cause de la justice. À trente ans, il adhère au babisme. En 1852, il est arrêté puis envoyé en exil à Bagdad (actuel Irak) qui dépend alors de l’Empire ottoman. Au terme de 10 années d’exil dans cette ville, c’est au cours des 12 jours du « festival de Riḍvān », du 22 avril 1863 au 3 mai 1863, qu’il révèle à son entourage sa revendication d’être celui dont l’avènement a été annoncé par le Bāb — cette manifestation suprême de Dieu attendue par certaines religions monothéistes. Il commence alors à regrouper autour de lui des adeptes, avec l’intention de donner le jour à une religion mondiale, qui représenterait le « couronnement de toutes les religions ayant jusqu’alors existé » et serait sur Terre la pierre angulaire d’un royaume de paix, de justice, de liberté et d’humanité. Il est alors contraint de quitter Bagdad pour se rendre à Constantinople, puis en 1864 à Edirne (actuelle Turquie) et enfin en 1868 à Acre (actuel Israël), alors dans le vilayet de Syrie (actuelle Syrie)[réf. nécessaire].
Bahāʾ-Allāh (dont le nom signifie « Gloire de Dieu ») exerce sa prédication essentiellement par des écrits. Il écrit son ouvrage principal (le Kitāb-i Aqdas) dans la prison d’Acre. À Edirne en 1868, il adresse des messages écrits aux dirigeants les plus éminents de son temps, parmi lesquels le shah d’Iran, le tsar de Russie Alexandre II, la reine Victoria, l’empereur Guillaume Ier, Napoléon III et le pape Pie IX, qu’il exhorte à limiter leurs armements et à réaliser une paix mondiale généralisée et durable.
Bahāʾ-Allāh passe les quarante dernières années de sa vie en exil ou en prison. Ainsi, d’août 1868 jusqu’en 1877, il est enfermé dans la ville turque d’internement d’Acre, près de Haïfa. Puis il s’installe en dehors de cette ville, à la campagne, au manoir de Bahjī, où il s’éteint et est enterré le 29 mai 1892. Ce lieu est devenu le point de la qibla pour les baha’is, la direction vers laquelle ils se tournent pour accomplir le rite de la prière rituelle obligatoire (ṣalāt)[réf. nécessaire].

### ʿAbd-al-Bahāʾ

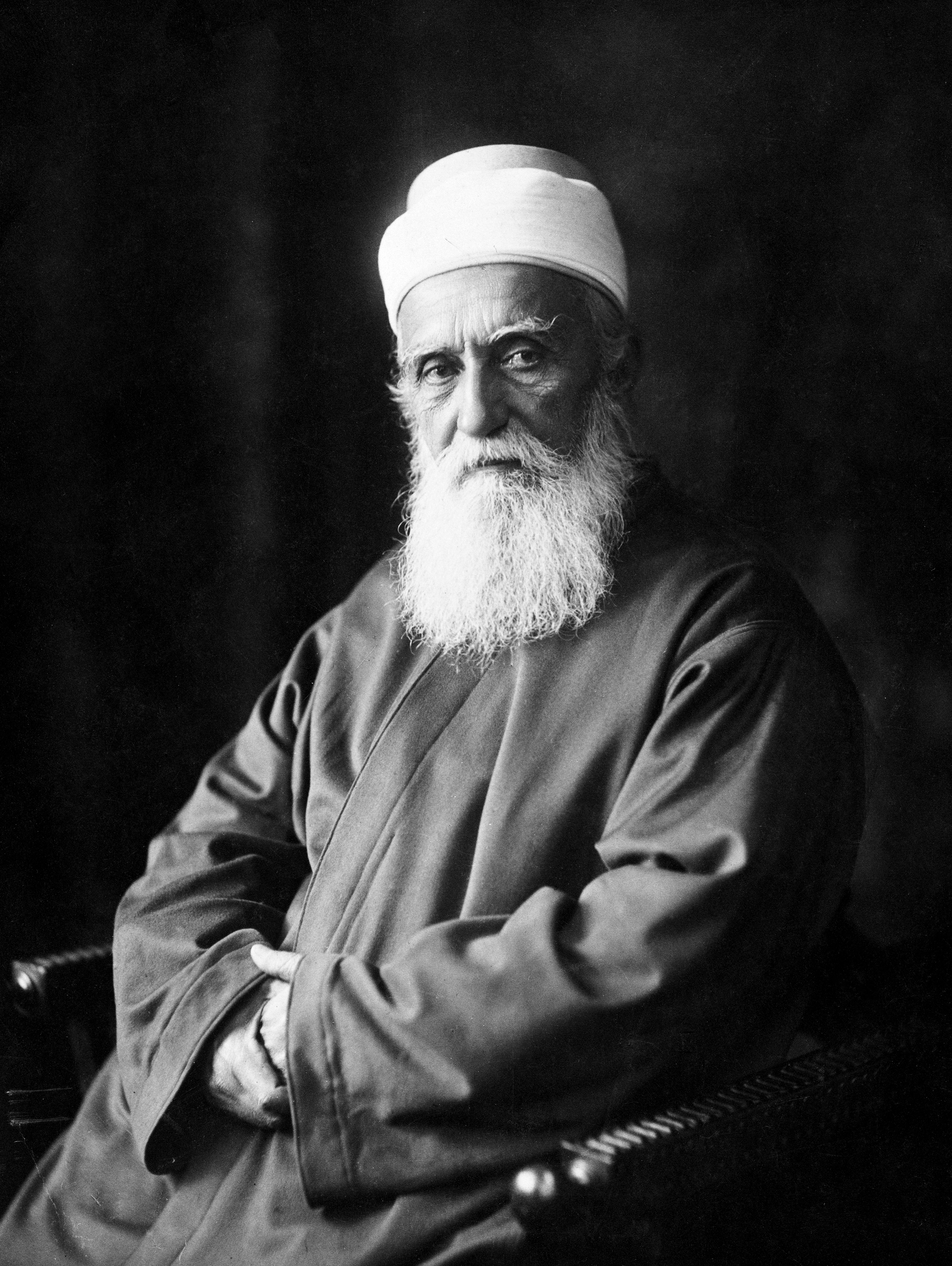
Portrait de ʿAbd-al-Bahāʾ pris à Paris, France, en octobre 1911.

Après la mort de Bahāʾ-Allāh, la direction de la communauté baha’ie est assurée par son fils aîné, ʿAbbās Effendi (1844-1921), né à Téhéran et proclamé ʿAbd-al-Bahāʾ (« Servant de la Gloire ») — ‘Abdu’l‑Bahá en translittération baha’ie.
Il est surnommé le « centre de l’Alliance » et la « tête de la Foi », interprète autorisé du message apporté par son père, qui l’avait désigné comme seul interprète d’autorité de ses écrits.
Il connaît avec son père l’exil et la prison, où il est enfermé jusqu’en 1908, date à laquelle les Jeunes-Turcs le libérèrent. Ensuite, il établit à Haïfa (actuelle Israël), suivant les directives de son père, le siège principal du mouvement baha’i.
En août 1911, il quitte la Terre Sainte pour se rendre en Europe où il séjourne quatre mois, notamment à Londres et à Paris. Il y rencontre à nouveau les croyants occidentaux et donne chaque jour des conférences sur la Foi baha’ie et ses principes. Au printemps 1912, ʿAbd-al-Bahāʾ entame un long voyage d’un an, à nouveau en Europe, aux États-Unis et au Canada. Cela aide considérablement à la propagation de la foi baha’ie en Occident et, sous son influence, elle enregistre une progression considérable, notamment en Inde, aux États-Unis et en Europe[réf. nécessaire].
Il s’éteint à Haïfa le 28 novembre 1921, non sans avoir désigné comme successeur, dans la fonction de Gardien de la Foi baha’ie, son petit-fils Shoghi Effendi (1897-1957). Sa dépouille repose actuellement dans le mausolée du Bāb sur le Mont Carmel à Haïfa, en attendant la construction de son propre mausolée démarrée en 2020.

### Shoghi Effendi Rabbānī

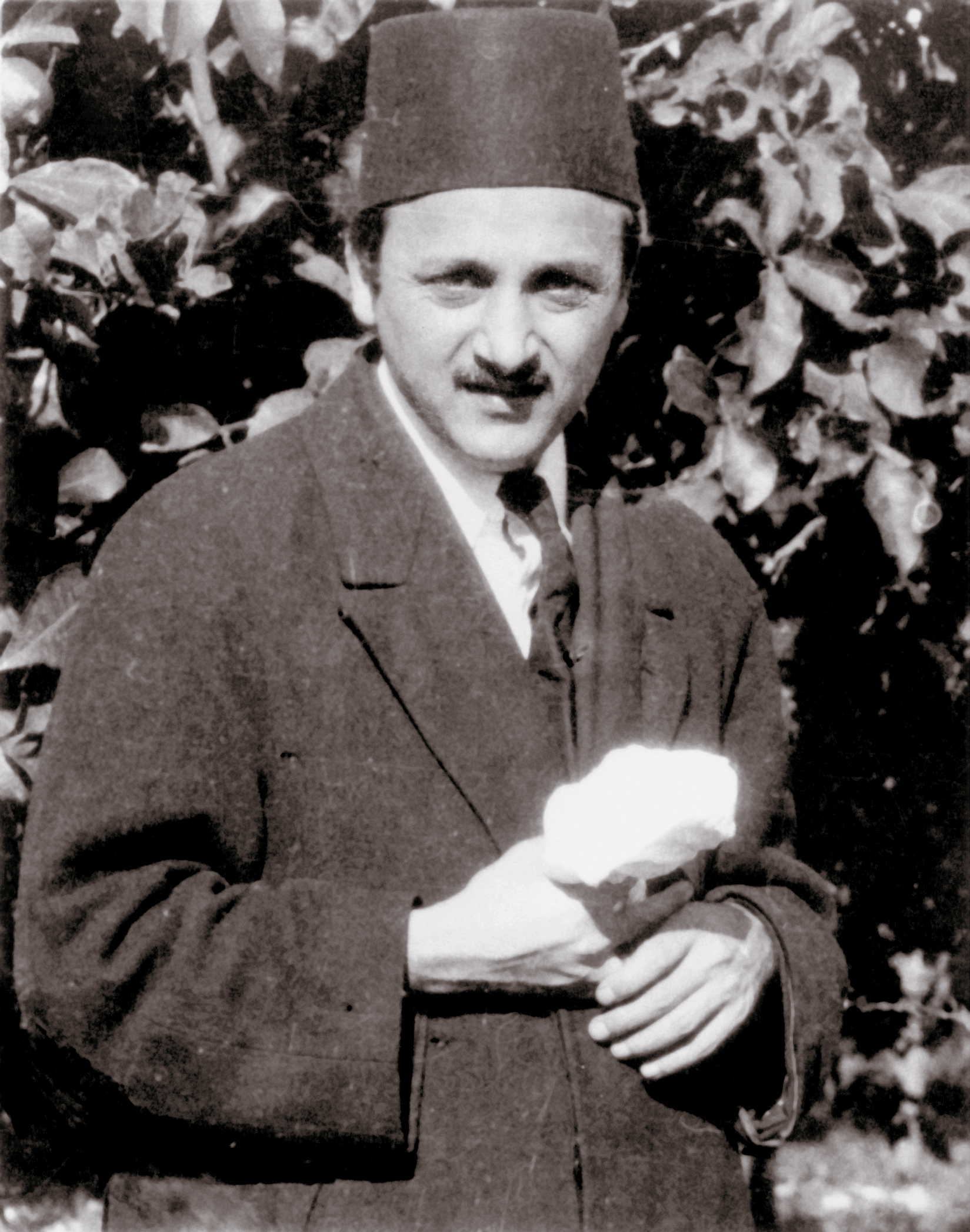
Shoghi Effendi, 1921.

Le successeur de ʿAbd-al-Bahāʾ à la tête du mouvement est son petit-fils Shoghi Effendi Rabbānī (1897-1957), dont la mère est la fille ainée de ʿAbd-al-Bahāʾ, et à qui a été décerné le titre de « Gardien de la Cause de Dieu » (Walīy-i amr Allāh). Éduqué à Oxford, il s’efforce de traduire en anglais les principaux écrits baha’is et de développer l’Ordre administratif baha’i. Sous son impulsion et sa direction, secondé par d’éminents disciples nommés les Mains de la Cause de Dieu, il lance la Croisade de dix ans (ǧihād) en 1953, qui amènera la foi baha’ie à être présente dans tous les pays du monde lors de son achèvement en 1963. Vers 1953, la foi baha’ie est véritablement internationale, mais en dehors de la grande communauté baha’ie en Iran, le nombre d’adhérents à la foi baha’ie est très limité. Shoghi Effendi fonde six nouvelles Assemblées spirituelles nationales, qui viennent s’ajouter à celles qui existent déjà en Iran et aux États-Unis. Entre 1953 et 1963, le nombre d’assemblées spirituelles locales passe de 611 à 3 551 et les assemblées spirituelles nationales passent de 12 à 56.
À la suite de son décès inopiné le 4 novembre 1957 de la grippe asiatique, dans des conditions ne permettant pas de désigner son successeur, c’est un directoire composé de neuf personnes, choisies parmi les « Mains de la Cause », qui prend en charge la direction de la communauté jusqu’à l’élection en 1963 de la première Maison Universelle de Justice.

## Administration
Ce sont les institutions — plutôt que des individus — qui tiennent toute autorité administrative et spirituelle et qui exercent leur juridiction dans une hiérarchie — locale, nationale et internationale. Le Kitāb-i Aqdas (« Livre le Plus Saint ») et le Kitāb-i ʿAhd (« Livre de l’alliance ») de Bahāʾ-Allāh, et La volonté et le testament de ʿAbd-al-Bahāʾ, sont les documents fondateurs de l’administration baha’ie. Dans le Kitāb-i Aqdas, et ses autres écrits, Bahāʾ-Allāh a établi l’institution de la Maison de justice — un corps élu —, et il a produit de nombreuses déclarations concernant cette institution. ʿAbd-al-Bahāʾ a établi le principe du Gardiennat héréditaire et défini les relations entre ces deux institutions. Dans son testament, ʿAbd-al-Bahāʾ a nommé l’ainé de ses petits-fils, Shoghi Effendi, comme le premier « Gardien de la Cause de Dieu », qui fut l’artisan du développement de cette administration. Cet Ordre administratif baha’i est constitué d’institutions élues et d’institutions nommées, parfois désignées comme les dirigeants (umarāʾ), et les savants (ʿulamāʾ), respectivement.

### Les institutions élues

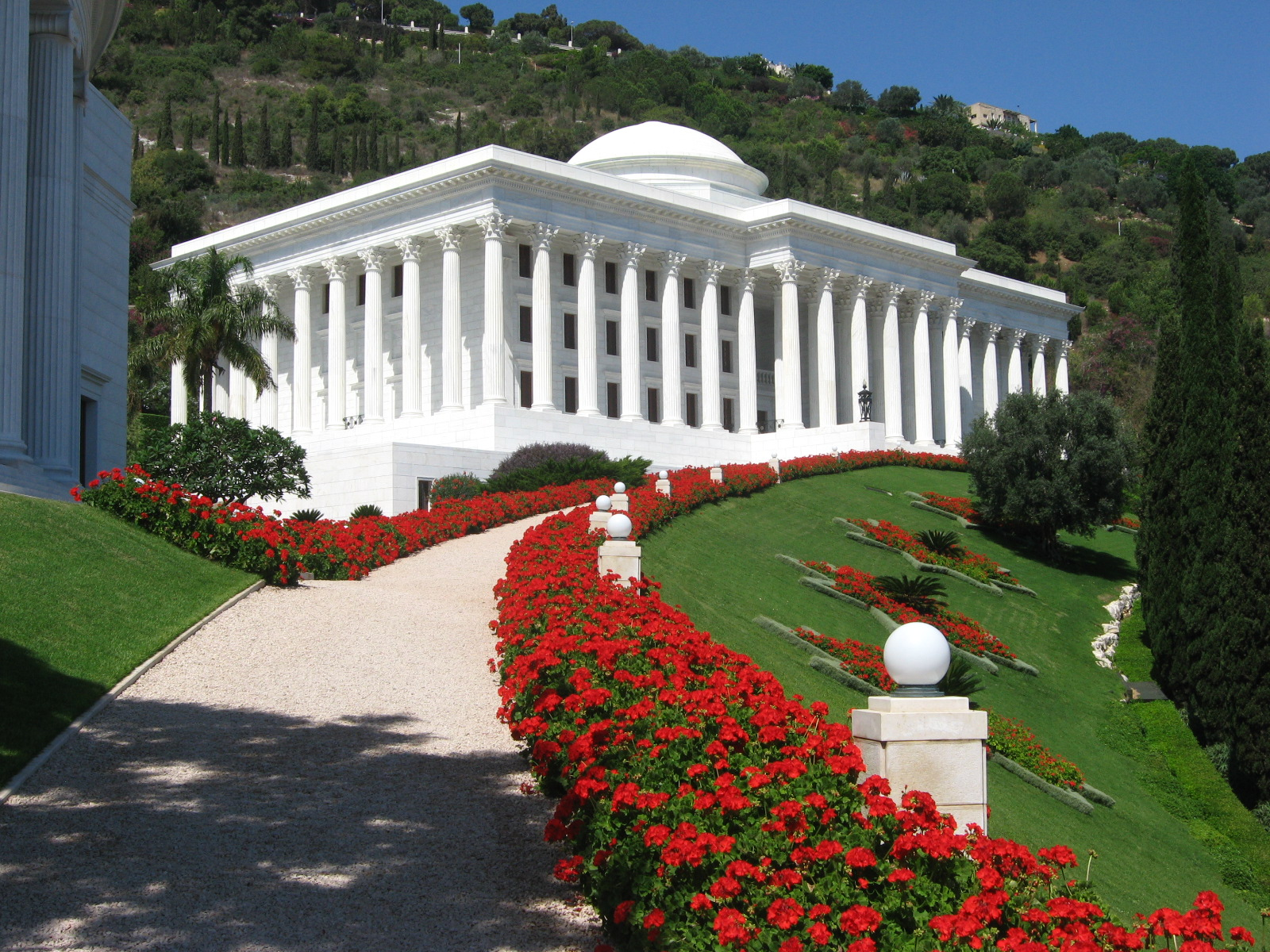
Siège de la Maison universelle de justice.

La Maison universelle de justice — composée de neuf membres élus tous les cinq ans par l’ensemble des membres de toutes les assemblées nationales baha’ies lors de la Convention Internationale — est le corps gouvernant suprême de la foi baha’ie depuis 1963,,.
Aux niveaux local et national, les baha’is élisent annuellement des assemblées spirituelles de neuf membres pour s’occuper des affaires de la communauté à ces différents échelons selon le principe de subsidiarité[réf. nécessaire].
Seuls les hommes baha’is de plus de 21 ans sont éligibles à la Maison universelle de justice, alors que dans les communautés baha’ies contemporaines (c’est-à-dire les communautés occidentales après la venue sur place de ʿAbd-al-Bahāʾ et les communautés du Moyen-Orient à partir du milieu du XXe siècle), tous les autres postes sont accessibles aux hommes comme aux femmes[réf. nécessaire].
D’après William Garlington, auteur du livre The Bahá'í Faith in America publié en 2005 — une analyse de la foi baha’ie, —, cette inéligibilité des femmes à la Maison universelle de justice constitue une des cinq thématiques « faisant débat » (avec l’infaillibilité des institutions ; le fondamentalisme et la recherche universitaire baha’ie ; les droits individuels ; l’interruption volontaire de grossesse, la peine de mort et l’homosexualité) au sein de la communauté baha’ie nord-américaine.

### Les institutions nommées
Les membres de l’institution du « Corps des Conseillers » (hayʾāt-i mušāwirīn) ne sont pas élus mais nommés à différents niveaux, locaux et internationaux, pour propager la foi et protéger la communauté, c’est-à-dire réfuter les opposants et veiller au respect de l’orthodoxie parmi les fidèles — les mécanismes de contrôle et de vérification de l’orthodoxie sont détaillés dans Cole 1998 et Bacquet 2002. Ceux-ci sont présentés comme n’ayant pas le rôle d’un clergé, puisque la position officielle est qu’il n’existe pas de clergé dans la foi baha’ie. Pour l’universitaire Denis MacEoin, « il existe en réalité une organisation hiérarchique qui ne diffère du clergé des autres religions que dans la mesure où un clergé diffère d’un autre »,. Il souligne que l’absence de savants formés en université dans les rangs des oulémas baha’is est un fait d’importance sociologique.

## Textes sacrés
Les Écrits révélés par le Bāb et Bahāʾ-Allāh sont considérés comme textes sacrés de la foi baha’ie, et clarifient des croyances, des aspects mystiques, des principes sociaux et de gouvernance.
Le principal ouvrage est le Kitāb-i Aqdas (« Le plus saint livre »). Il a été rédigé vers 1873 par Bahāʾ-Allāh et est complété par différentes tablettes (lawḥ) révélées ensuite. Le livre ne fut d’ailleurs accessible que très tard aux croyants occidentaux puisque la première traduction officielle en anglais date de 1992.
Un autre ouvrage d’importance est le Kitāb-i Īqān (« Le livre de la certitude »), qui clarifie le rôle et la position des manifestations de Dieu, posant les fondements du principe de la révélation progressive, et expliquant les causes de leur rejet par les peuples qui pourtant espéraient leur venue.

## Croyances

### Dieu
Les baha’is croient en un Dieu unique et éternel, créateur de toute chose, dont les créatures et les forces de l’univers. Ils pensent que Dieu est intemporel et n’a ni commencement, ni fin. Ils le décrivent comme un « Dieu personnel, inconnaissable, inaccessible, source de toute révélation, éternel, omniscient, omniprésent et tout puissant ». Bien qu’inaccessible directement, Dieu est néanmoins considéré comme conscient de sa création, avec un but et une volonté. Les baha’is croient que Dieu exprime sa volonté par de nombreuses manières, par exemple à travers une série de messagers divins appelés Manifestations de Dieu (maẓhar-i ilāhī) ou parfois divins éducateurs. En exprimant les intentions de Dieu, ces manifestations servent à établir la religion dans le monde.
Les enseignements baha’is déclarent que Dieu est bien trop grand pour que les humains puissent l’appréhender, ni en créer une image complète et précise. Dans la religion baha’ie, Dieu est souvent désigné par des titres (par ex. « le tout-puissant ») et il y a une emphase substantielle sur le monothéisme.

### Religion
La foi baha’ie est parfois résumée par le concept des trois « unités » : unité de Dieu, unité de la religion, unité de l’humanité.
Les notions baha’ies de révélations (wahī) religieuses progressives leur font accepter la validité de la plupart des religions du monde, dont les fondateurs ou figures centrales sont considérées comme des manifestations de Dieu. Ces manifestations sont, par exemple : Moïse, Jésus, Mahomet, Krishna, Zoroastre et Bouddha. Les baha’is pensent aussi que les autres personnages religieux, comme Adam, Abraham, Noé et Houd, ont réellement existé et sont des prophètes de Dieu. L’histoire religieuse est interprétée comme des dispensations, dans lesquelles chaque manifestation amène une révélation plus large et plus avancée, adaptée au temps et à l’époque à laquelle elle est exprimée. Les enseignements sociaux spécifiques à une religion (par ex. la direction de la prière (qibla), ou les restrictions alimentaires) peuvent être révoquées par des manifestations ultérieures afin qu’une règle plus appropriée au temps et au lieu soit établie. Inversement, certains principes généraux (charité ou bonnes relations entre les hommes) sont considérés comme universels et permanents. Les baha’is ne croient pas que ce principe de révélation progressive s’arrêtera. Cependant, ils pensent que ce processus est cyclique. Les baha’is pensent que d’autres révélations viendront après celle émise par Bahāʾ-Allāh. Les baha’is n’attendent pas de nouvelle manifestation de Dieu avant l’écoulement de 1 000 ans après la révélation de Bahāʾ-Allāh.
Les croyances baha’ies sont parfois décrites comme des combinaisons syncrétiques des croyances antérieures. Les baha’is, cependant, affirment que leur religion est une tradition distincte, avec ses propres écritures, enseignements, lois et histoire. Les emprunts culturels et religieux à l’islam chiite sont considérés comme analogues au contexte socio-religieux juif dans lequel le christianisme a été établi. Les baha’is décrivent leur foi comme une religion indépendante mondiale, différant des autres traditions seulement par sa relative nouveauté et par les enseignements de Bahāʾ-Allāh appropriés au contexte moderne. Bahāʾ-Allāh est considéré comme remplissant les attentes messianiques des religions antérieures au baha’isme.

### Êtres humains
Les baha’is croient que les êtres humains possèdent une « âme rationnelle » (nafs-i nāṭiqa ou rūḥ (en)), et que cela donne à l’espèce une capacité unique à reconnaître la position de Dieu et la relation entre l’humanité et son créateur. Selon la foi baha’ie, chaque homme a le devoir de reconnaître Dieu et ses manifestations, et de se conformer à leurs enseignements. À travers la reconnaissance et l’obéissance, le service aux autres êtres humains, la prière et la pratique spirituelle régulière, les baha’is croient que l’âme devient plus proche de Dieu, l’idéal spirituel dans la croyance baha’ie. Quand un homme meurt, l’âme passe dans un autre monde, où le développement spirituel de celle-ci dans le monde physique devient une base pour le jugement et la place dans le monde spirituel. Le paradis et l’enfer sont décrits comme des états spirituels de proximité ou de distance à Dieu qui décrivent les relations dans ce monde et dans l’autre, et non des endroits de récompense ou de punition après la mort.
Les écrits baha’is mettent l’accent sur l’égalité essentielle des êtres humains, et sur l’abolition des injustices. L’humanité est vue comme unique, bien que très variée : la diversité des ethnies et des cultures sont dignes d’appréciation et de tolérance. Le racisme, le nationalisme, les castes et les classes sociales sont considérées comme des barrières à l’unité de l’humanité. Les enseignements baha’is déclarent que l’unification de l’humanité est un sujet primordial dans les conditions politiques et religieuses présentes.

## Enseignements

### Principes sociaux
Durant ses voyages en 1911-1913 en Europe et en Amérique du Nord, ʿAbd-al-Bahāʾ a plusieurs fois donné une liste des principes de base du baha’isme. Une liste assez typique comprend :
1. Unité de la race humaine.
2. Recherche indépendante, personnelle et individuelle de la vérité (taḥarrī-i ḥaqīqat, l’opposé du taqlīd). Les baha’is considèrent qu’un des problèmes majeurs de l’humanité est que les gens suivent aveuglément ce qu’on leur apprend. Ceci est strictement prohibé par Bahāʾ-Allāh, il faut mener sa vie en accord avec ses propres principes et idéaux, ce qui interdit sans appel les concepts de « foi aveugle », « imitation aveugle », ou « lavage de cerveau ». Il faut cependant noter que les décisions de la Maison Universelle de Justice, ainsi que les exégèses des écrits sacrés faites par ʿAbd-al-Bahāʾ et Shoghi Effendi, bénéficient d’une autorité s’imposant à tous les baha’is. Ce qui a conduit depuis les années 1980-1990 à ce que plusieurs intellectuels et universitaires, historiens ou sociologues, soient chassés de la communauté baha’ie pour leurs vues jugées divergentes sur des questions-clés (l’exclusion des femmes de la Maison universelle de justice ; l’obligation de soumettre toute publication, même universitaire, à un comité de censure ; l’homosexualité ; un système électoral qui favorise les sortants ; l’interdiction de participer à un parti politique ou d’adhérer à une organisation comme Amnesty International, etc., et surtout le sujet central de l’infaillibilité des institutions)[27],[28],[29].
3. Toutes les religions ont une base commune (unité de la religion). Il est communément rajouté au terme « religion » le terme « philosophie » et aussi style de vie, pour ce qui concerne les modes de pensée en provenance notamment d’Inde, de Chine et du Japon.
4. La religion doit être la cause de l’union et de l’harmonie entre tous les êtres humains.
5. Harmonie entre science et religion, ayant pour but d’amener les gens à se cultiver en faisant appel à la science.
6. Égalité de l’homme et de la femme, mais avec cependant des exceptions à cette règle. La principale exception est l’inéligibilité des femmes comme membres de la Maison Universelle de Justice[20]. De plus, le pèlerinage rituel (ḥaǧǧ) n’est une obligation religieuse que pour les hommes[30] à condition de ne pas prendre en compte le principe de mutatis mutandi (ce qui est applicable aux hommes l’est aussi aux femmes) expliqué par Shoghi Effendi. Enfin, en cas de succession ab intestat, alors que la rédaction d’un testament est une obligation religieuse pour les baha’is[31] et dans lequel ils sont libres de distribuer leurs biens comme bon leur semble après paiement des dettes et du Ḥuqūq Allāh[32], le Kitāb-i Aqdas prévoit un système de répartition de l’héritage variant selon la nature du bien, le sexe du défunt et celui des héritiers[33],[34].
7. Refus des préjugés de toutes sortes (savoir si le refus de l’homosexualité en fait partie est un point de débat[35],[36] — cf. Sexualité).
8. Paix universelle (concept de non-violence et même de non-résistance, mais aussi de citoyenneté mondiale).
9. Éducation universelle, obligatoire et adaptée. Nouvelle allusion à la nécessité de se cultiver. Par ailleurs, les deux sexes doivent recevoir la meilleure éducation possible, scientifique, littéraire, humaine, spirituelle et morale. Si les parents n’ont pas les moyens d’envoyer tous leurs enfants à l’école, ils doivent donner la priorité aux filles.
10. Résolution des questions sociales et économiques (entre autres par des méthodes spirituelles).
11. Introduction d’une langue internationale et d’une écriture commune à toute l’humanité, ceci sans faire disparaître aucune langue, aucune culture et aucune ethnie, conformément à ce que les baha’is appellent l’unité dans la diversité.
12. Mise en place d’une Cour permanente d’arbitrage au niveau mondial.

### Enseignements mystiques
Bien qu’ils se concentrent sur des sujets sociaux et éthiques, certains des textes fondateurs de la foi baha’ie peuvent être décrits comme étant mystiques. Shoghi Effendi a écrit : « comme toutes les religions d’origine divine, la foi baha’ie a donc un caractère fondamentalement mystique. Son objet principal est le développement de l’individu et de la société, par l’acquisition de qualités et de pouvoirs spirituels ». Le texte : Sept Vallées (Haft wādī) est désigné par Shoghi Effendi comme étant la « plus grande composition mystique » de Bahāʾ-Allāh. Ce texte a été écrit comme réponse à un disciple du soufisme, une tradition mystique et ésotérique de l’Islam. Il a été traduit pour la première fois en anglais en 1906, étant un des premiers textes de Bahāʾ-Allāh disponible en Occident. Les Paroles cachées (Kalimāt-i maknūna) est un autre livre écrit par Bahāʾ-Allāh pendant la même période, contenant 153 courts passages décrits par ʿAbd-al-Bahāʾ comme « un trésor de mystères divins ».

### L’Alliance
Les baha’is considèrent qu’il existe deux types d’alliances entre les humains et Dieu. Il y a l’« Alliance majeure », qu’ils considèrent comme universelle en nature. Dieu s’engage à envoyer à l’humanité ses Manifestations de Dieu (Krishna, Abraham, Moïse, Bouddha, Zoroastre, Jésus, Muḥammad, le Bāb et Bahāʾ-Allāh) afin de la guider et lui apporter prospérité et l’homme doit en contrepartie suivre ces enseignements.
Ils croient également à l’existence de l’« Alliance mineure », qui est considérée comme un accord entre une Manifestation de Dieu et ses disciples particulier à chaque révélation. L’Alliance mineure des baha’is leur demande notamment de respecter l’autorité et les interprétations du « centre de l’Alliance » prévu par Bahāʾ-Allāh et ainsi d’éviter tout schisme. La « fermeté dans l’Alliance » (respect de l’orthodoxie et de la hiérarchie) est primordiale dans la communauté baha’ie. Les fidèles perçus comme contrevenant à cette obligation risquent des sanctions, différentes selon les époques.
L’unité de la foi baha’ie constitue un principe essentiel et est protégée par « l’Alliance mineure », qui est un élément fondamental de stabilité pour la communauté. Cette religion a en effet, depuis la mort de Bahāʾ-Allāh, connu de nombreuses tentatives de scissions par des membres éminents de sa communauté mais aucune de celle-ci n’a été soutenue par un nombre important de croyants et la plupart se sont révélées vaines à la mort de ceux qui en étaient à l’origine.

## Pratiques sociales

### Lieux de culte

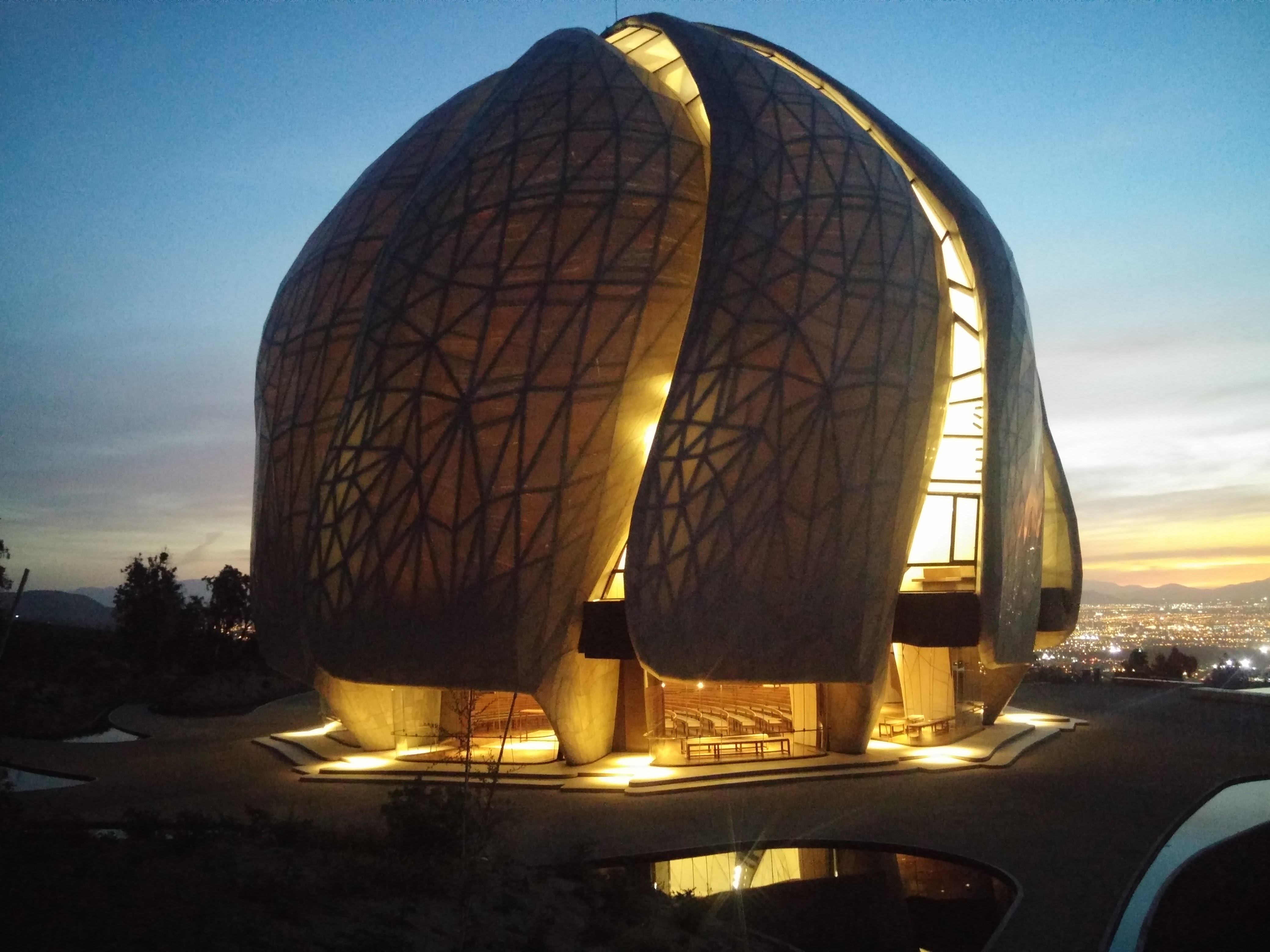
Maison d’adoration baha’ie, Santiago du Chili.

La plupart des rencontres baha’ies ont lieu dans des maisons individuelles, des centres baha’is locaux (ḥaẓīrat al-quds) ou des installations louées pour l’occasion. Il y a actuellement dans le monde un temple continental par continent, le dernier fut construit au Chili en octobre 2016, et des temples nationaux et locaux ont été construits et sont en construction depuis lors. Ils sont ouverts à tous.
Ces temples érigés par la communauté sont appelés Maisons d’adoration baha’ies, arabe : مشرق اﻻذكار (Mašriq al-Aḏkār) (« L’Orient des invocations » ou « lieu où se lève à l’aube la mention du nom de Dieu »). Ils doivent être construits selon des critères particuliers, liés au nombre 9 qui doit apparaître comme un « symbole évident pour tous ». Les règles relatives à l’édification des temples furent fixées par ʿAbd-al-Bahāʾ lui-même : « Le temple mère doit avoir neuf côtés et portes ainsi que des fontaines, des allées, des portes, des colonnes et des jardins, puis une cour, des balcons et une coupole, et le tout doit être majestueux. »
En ordre chronologique, les Maisons d’adoration baha’ies furent inaugurées en 1953 a Wilmette, Illinois, États-Unis ; en 1951 à Kampala, Ouganda ; en 1961 à Sydney, Australie ; en 1964 à Francfort, Allemagne ; en 1972 à Panama ; en 1984 à Apia, Samoa ; en 1986 à New Delhi, Inde ; en 2016 à Santiago, Chili ; en 2017 à Battambang, Cambodge ; en 2018 à Villa Rica, Colombie ; et en 2021 à Matunda (en), Kenya et à Tanna, Vanuatu.
Du point de vue liturgique, la méditation dans les temples est accompagnée de lectures choisies dans les textes sacrés des autres religions. Ces textes — par exemple le Pentateuque des juifs, le Nouveau Testament des chrétiens, le Coran des musulmans, le Bayān des babis, etc. — ont annoncé successivement, par paliers de perfection croissante, l’incessante révélation divine ou message de Dieu[réf. nécessaire].
Le sanctuaire central, qui se trouve à Haïfa (Israël) a une coupole ainsi que les autres temples aux États-Unis, de New Delhi, et d’Australie offrent d’autres exemples de ce type de temple. En Europe, on connaît le temple principal d’Allemagne ; cette construction à coupole de 28 mètres de haut peut accueillir près de 500 fidèles.

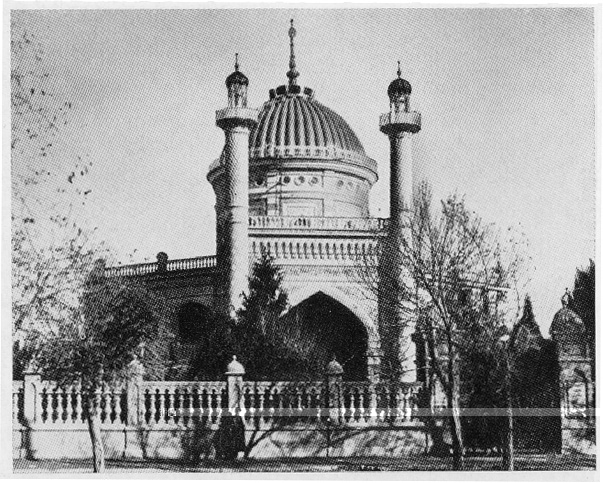
Mašriq al-Aḏkār à Achgabat (Turkménistan).

Les écrits baha’is se réfèrent aussi à une institution appelée Mašriq al-Aḏkār, qui est destiné à former un centre d’institutions complexes, dont un hôpital, une université, etc. Seule la première et unique Mašriq al-Aḏkār à Achgabat au Turkménistan a été conçue ainsi en 1908.

### Lois
Les lois régissant la foi baha’ie viennent principalement du Kitāb-i Aqdas qui est le livre saint des baha’is. Alors que certaines lois sont applicables à l’époque actuelle, Bahāʾ-Allāh a aussi fourni un cadre pour l’application progressive de lois à la condition d’existence d’une société majoritairement baha’ie, ce pour quoi les fidèles œuvrent. Les lois, quand elles ne sont pas en conflit direct avec les lois civiles du pays de résidence, s’appliquent à tous les baha’is. Bien qu’étant une obligation universelle, le respect des lois personnelles, comme la prière, est du ressort de chaque individu. La Maison universelle de Justice se doit aussi de faire respecter certaines règles.
Le Kitāb-i Aqdas connaît en 1992 seulement une traduction officielle en langue occidentale (l’anglais pour commencer). Ce retard, surprenant vu l’importance du texte (alors que des ouvrages moindres étaient traduits depuis des dizaines d’années), serait dû aux passages autorisant la bigamie ou établissant comme peine maximale pour un incendiaire d’être brûlé et pour un meurtrier au premier degré, d’être exécuté.
Voici un exemple de quelques lois et préceptes religieux tirés du Kitāb-i Aqdas. Elles ont été codifiées par Shoghi Effendi, interprète désigné des écrits baha’is de 1921 à 1957 :
- réciter une prière rituelle obligatoire (ṣalāt) chaque jour après avoir atteint l’âge de la maturité spirituelle, qui est fixé à 15 ans. Il y a le choix entre trois prières ;
- prier (munāǧāt (de)) et méditer de manière quotidienne ;
- la médisance et le fait de répandre des rumeurs sont interdits ;
- abolition des préjugés ;
- les baha’is de plus de 15 ans et en bonne santé doivent jeûner (ṣawm) pendant le mois de ʿAlāʾ (du 2 au 20 mars) ;
- il est interdit aux baha’is de boire de l’alcool ou de prendre des drogues à usage récréatif, sauf si c’est prescrit par un médecin ;
- les relations sexuelles sont permises seulement entre mari et femme ;
- les jeux d’argent sont strictement interdits[51].

### Sexualité
Concernant la sexualité, la foi baha’ie préconise une vie chaste. Avant le mariage, la vie doit être absolument chaste et après le mariage, absolument fidèle au compagnon choisi.
Bahāʾ-Allāh a écrit dans son Kitāb-i Aqdas au sujet des « garçons » (ġilmān). Ce qui, de par le contexte de la coutume iranienne du bača bāzī, peut être interprété comme une référence à la pédérastie, voire au viol ritualisé. Shoghi Effendi a interprété cette référence comme une interdiction de toutes relations homosexuelles. William Garlington remarque que dans la communauté baha’ie des États-Unis, cette interprétation a pu être contestée, mais que la position baha’ie officielle envers l’homosexualité reste une sympathetic disapproval (« désapprobation sympathique »). Ce qui signifie en pratique que les baha’is homosexuels ont le choix de quitter la communauté, ou de faire des efforts concertés pour changer leur orientation sexuelle, ou de la dissimuler.
Concernant l’IVG ou l’IMG, si techniquement aucune loi baha’ie ne les prohibe explicitement, leur recours est fortement découragé. Toutefois, d’après l’enquête de William Garlington, plusieurs femmes baha’ies iraniennes émigrées aux États-Unis lui ont rapporté que le recours à l’avortement en Iran par des baha’ies était une pratique commune, et qu’elles n’ont découvert l’importance du sujet et son caractère controversé qu’une fois arrivées dans la communauté baha’ie américaine. Ce qui pour Garlington pourrait résulter d’une perméabilité de la communauté baha’ie américaine à l’influence du conservatisme social.

### Mariage
Le mariage baha’i est l’union d’un homme et d’une femme. Originellement la bigamie était autorisée mais cette licence disparut sous Shoghi Effendi,. Son but est principalement spirituel et destiné à répandre l’harmonie, la camaraderie et l’unité entre les deux partenaires. Les enseignements baha’is sur le mariage l’appellent la « forteresse pour le bien-être et le salut » et considèrent le mariage et la famille comme la fondation de la société humaine. Bahāʾ-Allāh tenait le mariage en grande estime. Le présentant comme un commandement éternel de Dieu, il décourageait aussi le divorce et prônait la chasteté en dehors du mariage. Bahāʾ-Allāh enseignait qu’un mari et une femme se devaient d’améliorer mutuellement leur vie spirituelle.
Une fois que deux individus ont décidé de se marier, ils doivent recevoir le consentement des parents encore vivants, même si un des partenaires n’est pas baha’i[réf. nécessaire].
La cérémonie de mariage est simple ; la seule partie obligatoire est la lecture des vœux prescrits par Bahāʾ-Allāh qui sont lus par les mariés en présence de deux témoins[réf. nécessaire].

### Travail
Le monachisme est interdit, et les croyants doivent s’efforcer d’ancrer leur spiritualité dans leur vie quotidienne ordinaire. Faire un travail utile, par exemple, n’est pas seulement requis mais considéré comme une forme d’adoration. Bahāʾ-Allāh a interdit la mendicité et l’ascétisme, encourageant chaque baha’i à être « anxieusement concerné par les besoins de l’âge dans lequel il vit ». L’importance de l’effort personnel et du service à l’humanité dans la vie spirituelle des hommes est soulignée dans les écrits de Bahāʾ-Allāh, où il explique que chaque travail fait dans un esprit de service à l’humanité a un rang égal à la prière et à l’adoration aux yeux de Dieu.

### Symboles religieux

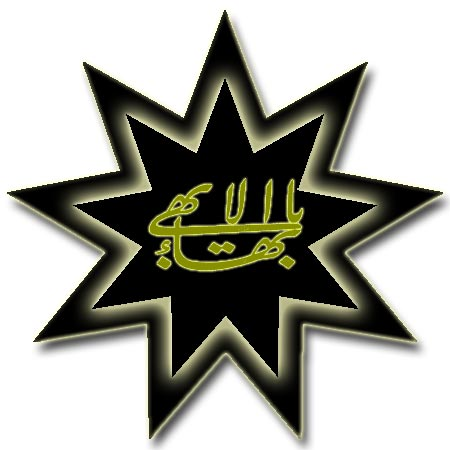
Une étoile à neuf branches, portant la calligraphie Yā Bahāʾ al-Abhā.

Le symbole fréquemment rencontré de la foi baha’ie est une étoile à neuf branches, parfois accompagnée d’une calligraphie du « Plus Grand Nom » يا بهاء الأبهى (Yā Bahāʾ al-Abhā') (« Ô Gloire du plus glorieux ! »). La Maison Universelle de Justice donne quelques explications sur le symbolisme de l’étoile à neuf branches Mais, l’étoile à neuf pointes n’est pas le symbole de la Foi baha’ie, qui est l’étoile à cinq branches pointée vers le haut (Haykal, symbolisant le « Temple Humain » où se manifestent les qualités divines). L’étoile à neuf pointes fut inventée par l’architecte de la Maison d’adoration de Wilmette, Jean-Baptiste Louis Bourgeois (1856-1930), et son usage sur les pierres tombales baha’ies fut approuvé par le Gardien Shoghi Effendi Rabbānī. Le chiffre neuf est la valeur du mot Bahāʾ (2+0+5+1+1) selon la numération Abjad, il symbolise la perfection et contient tous les autres chiffres… c’est aussi une référence aux neuf grands éducateurs de l’humanité (Krishna, Abraham, Moïse, Bouddha, Zoroastre, Jésus, Muḥammad, le Bāb et Bahāʾ-Allāh) reconnus par les baha’is, ainsi qu’au passage au stade de maturité pour l’humanité[réf. nécessaire].

Sceau gravé sur les bagues et les édifices baha’is.

Un autre symbole se retrouve gravé sur les bagues et les édifices baha’is. C’est une sorte de sceau qui consiste en deux étoiles à cinq branches représentant le Bāb et Bahāʾ-Allāh et encadrant le mot stylisé (بهاء (Bahāʾ) (« splendeur » ou « gloire »), dont la forme est censée rappeler les trois unités : l’unicité (aḥadīya) de Dieu, l’unité des religions et l’unité de l’humanité.

### Calendrier
Les baha’is, comme les babis, considèrent le 21 mars 1844 comme le point de départ de leur calendrier annuel. Ce dernier s’articule en 19 mois de 19 jours entre lesquels s’intercalent quatre jours. L’année commence à l’équinoxe de printemps de l’hémisphère nord (habituellement le 21 mars du calendrier grégorien). Les dix-neuf jours précédents, un jeûne (ṣawm) est observé. La foi baha’ie proclame neuf jours sacrés (le chiffre 9 a une valeur symbolique toute particulière en référence aux 9 religions du monde connues de Bahāʾ-Allāh). Le premier jour du festival de رضوان (Riḍvān) (« paradis ») est notamment consacré au repos. Les baha’is le célèbrent du 13 Ǧalāl au 5 Ǧamāl (approximativement égal au 21 avril et au 2 mai) en mémoire de la période durant laquelle le fondateur, en 1863, parcourut le jardin de Riḍvān, près de Bagdad, en révélant à ses disciples sa haute mission, c’est surtout la journée du 13 Ǧalāl qui est importante.
| Date                                                 | Célébration                                                                             |
| ---------------------------------------------------- | --------------------------------------------------------------------------------------- |
| 1er Bahāʾ (≃ 21 mars)                                | Jour de l’an (Naw-Rūz)                                                                  |
| 13 Ǧalāl, 2 et 5 Ǧamāl (≃ 21 et 29 avril, 2 mai)     | Déclaration de la mission de Bahāʾ-Allāh (premier, neuvième et douzième jour de Riḍvān) |
| 8 ‘Aẓamat (≃ 23 mai)                                 | Déclaration de la mission du Bāb                                                        |
| 13 ‘Aẓamat (≃ 29 mai)                                | Décès de Bahāʾ-Allāh                                                                    |
| 17 Raḥmat (≃ 9 juillet)                              | martyre du Bāb                                                                          |
| premier jour suivant la huitième lune après Naw-Rūz  | Naissance du Bāb                                                                        |
| deuxième jour suivant la huitième lune après Naw-Rūz | Naissance de Bahāʾ-Allāh                                                                |

## Situation mondiale
Selon George D. Chryssides, de toutes les religions nouvelles et émergentes du monde, la foi baha’ie, qu’il décrit comme une « “old new” religion », a « probablement suscité le plus grand degré de sympathie publique » pour deux raisons — en raison des persécutions que les baha’is ont subies en Iran et de ses valeurs et principes : « poursuite de la justice, de l’amour, de la fiabilité et de la vérité, de la pureté et de la chasteté, et service pour autrui »,.
Une stratégie pour créer une communauté mondiale développée par la foi baha’ie consiste à établir une présence dans autant de régions que possible, y compris des régions éloignées comme Iqaluit, Nunavut au bord de l’océan Arctique, en établissant parfois une présence très minimale,. Par l’activité missionnaire de la communauté, les baha’is sont répandus dans 193 pays.

### Démographie et répartition géographique
Le nombre de baha´ís dans le monde est estimé entre 5 et 8 millions, même si cette estimation fait l’objet de débats en raison des difficultés de dénombrement (voir sous-section Difficultés de dénombrement).
Du temps de Bahāʾ-Allāh, la foi baha’ie se développa principalement au Moyen-Orient, et à partir de là, en Egypte, au Turkistan et Caucase, ainsi qu’en Inde et Birmanie. En 1893, juste après la mort de Bahāʾ-Allāh, elle arriva aux États-Unis, et à partir des États-Unis se répandit pendant 6 décennies principalement en Europe de l’Ouest, Amérique latine, Australasie et Afrique du Sud,. Ainsi, depuis les origines de la foi baha’ie au XIXe siècle jusqu'aux années 1950, la grande majorité des baha’is se trouvaient en Iran ; les convertis hors d'Iran se trouvaient principalement en Inde et dans le monde occidental.
Quant à leur répartition géographique, en 2000, 50 % vivraient en Asie selon World Almanac and Book of Facts, principalement en Inde. Un autre groupe réside en Iran et compterait environ 300 000 croyants. Un pourcentage important des baha’is (⅓ environ) habiterait dans les pays africains en 2000. En Europe, en 2001, ils seraient surtout présents en Grande-Bretagne (4701 selon le recensement de 2021) et en Allemagne (12 500). En France, on compterait quelque 5 000 croyants en 2001. Aux États-Unis, elle serait la seconde religion la plus représentée en Caroline du Sud, après toutes les religions chrétiennes en 2014 selon un blog hébergé sur le site du Washington Post. En Israël, ne vivent que quelques centaines de baha’is, tous employés au centre mondial baha’i de Haïfa ou faisant partie de leurs familles et résidant dans la zone de Acre-Haïfa.

#### Difficultés du dénombrement
Selon l’historien baha’i Peter Smith les membres de la foi baha’ie sont estimés en 2022 à environ huit millions répartis dans plus de 100 000 localités dans le monde. Smith explique dans sa publication de 2022 que cette estimation du nombre de baha’is a été qualifiée « d’incertaine », ce qui est le cas pour des statistiques similaires pour la plupart des groupes religieux. Selon Smith, la dernière estimation de la World Christian Encyclopedia inclut les membres plus ceux qui assistent régulièrement aux événements baha’is — des sympathisants ainsi que des baha’is déclarés — et sert comme un « guide approximatif » de la répartition régionale des baha’is. D’après Smith, les baha’is eux-mêmes ont tendance à mettre l’accent sur les réalisations institutionnelles plutôt que sur les chiffres de la population. Les documents officiels baha’is cite les chiffres de la World Christian Encyclopedia, une source qui reproduit leurs propres chiffres[réf. nécessaire].
Dans leur enquête sur la foi baha’ie réalisée par deux historiens baha’is, Smith et Momen ont reconnu que les difficultés liées à la quantification de l’appartenance à la foi baha’ie étaient similaires à celles de n’importe quelle religion. « Des problèmes de définition considérables se posent souvent. Faut-il prendre en compte les degrés d’engagement afin de différencier les membres actifs des membres nominaux ? Les enfants des membres doivent-ils être inclus au même titre que les adultes ? Faut-il tenir compte du modèle d’adhésion multireligieuse qui est courant dans de nombreuses régions du monde ? »
Dans son chapitre « Bahaïsme » publié en 2010, MacEoin estime qu’il y avait 4 490 000 baha’is dans le monde. Bien que cela fournisse aux chercheurs une « base solide sur laquelle effectuer des calculs », MacEoin énonce plusieurs questions en suspens concernant ce dénombrement. Citant une thèse de doctorat en 1980, MacEoin dit qu’il y avait des problèmes avec les affiliations multiples,. MacEoin ajoute ensuite que les statistiques étaient souvent « faussées » en raison des faibles exigences d’adhésion et des exigences plus élevées de retrait des croyants inactifs/désaffiliés qui sont comptés comme baha’is lorsqu’ils ne sont plus membres. En plus, en 1979, la décision de l’UHJ d’inclure tous les enfants nés dans une famille baha’ie comme baha’is a également augmenté le nombre de baha’is.
L’estimation de sociologue Margit Warburg en 2001 porte le nombre d’adhérents de la foi baha’ie en Inde à 1 900 000, soit légèrement moins que l’estimation couramment citée de 2 200 000. Warburg précise que seuls 100 000 d’entre eux sont actifs. Plusieurs sources fournissent des statistiques sur le nombre de baha’is en Inde, qui ont fait l’objet de nombreux débats,,,,.
Certains chercheurs, comme Dawei, ont écrit que le nombre de baha’is en Inde a été gonflé par les autorités baha’is. En 2011, Bei Dawei a déclaré que, sur la base des auto-évaluations, « les estimations de cinq, six ou sept millions sont plus généralement rencontrées » et que ces chiffres « tendent à dépasser l’activité apparente des baha’is de plusieurs ordres de grandeur ». Il disait lors d’une conférence en 2011 que le bahaïsme comptait « plusieurs centaines de milliers » d’adhérents. Dans la conclusion de son étude des données, Warburg a écrit que les baha’is inactifs ne sont pas une ressource pour l’administration baha’i, mais au contraire un fardeau. Elle a écrit que le problème découle de la pratique adoptée par les assemblées spirituelles nationales de ne pas retirer les baha’is inactifs des listes de membres. Il n’y aurait selon elle aucune manipulation des chiffres. Garlington avait rédigé une thèse de doctorat sur la foi baha’ie en Inde où il avait vécu en 1973 et 1974. Il était membre de la foi baha’ie dans des années 1960 aux années 1980. Après avoir renoncé à son adhésion à foi baha’ie, Garlington a écrit plusieurs articles où il avait analysé les complexités de la croissance de la foi baha’ie informé par ses propres expériences dans les années soixante-dix — une période de prédication de masse en Inde. Garlington avait dit qu’à cette époque en Inde — contrairement aux États-Unis — les individus pourraient continuer à être membres de la religion hindoue, tout en devenant membre de la foi baha’ie.

### Reconnaissance internationale
La Communauté Internationale Bahá’íe a depuis 1948 le statut d’ONG auprès de l’Organisation des Nations unies. Depuis 1970, elle est dotée d’un statut consultatif auprès du Conseil économique et social (ECOSOC) et du Fonds des Nations unies pour l’enfance (UNICEF). Elle entretient également des relations de travail avec l’Organisation mondiale de la santé (OMS) et est associée au Programme des Nations unies pour l’environnement (PNUE).
Le Tahirih Justice Center, une organisation non gouvernementale (ONG) américaine d’aide aux femmes immigrées confrontées à des situations de violence faite aux femmes, est une organisation inspirée des principes baha’is.
Les lieux saints baha’is à Haïfa et en Galilée occidentale ont été intégrés en 2008 à la liste du Patrimoine mondial de l’UNESCO. Depuis 2012, elle a également un bureau et des représentants à l’Union européenne à Bruxelles.

### En Asie du sud
Historiquement, il y avait des baha’is à Mumbai, en Inde, du vivant de Bahāʾ-Allāh. La première société d’impression et d’édition baha’ie au monde y a été créée en 1882. D’après la chercheuse baha’ie Anne M. Pearson, l’Inde compte la plus grande communauté baha’ie au monde, avec plus d’un million de fidèles, et abrite l’une des sept maisons d’adoration baha’ies continentales. Entre 1986 et 2014, « plus de 100 millions de personnes ont déjà visité cet édifice »

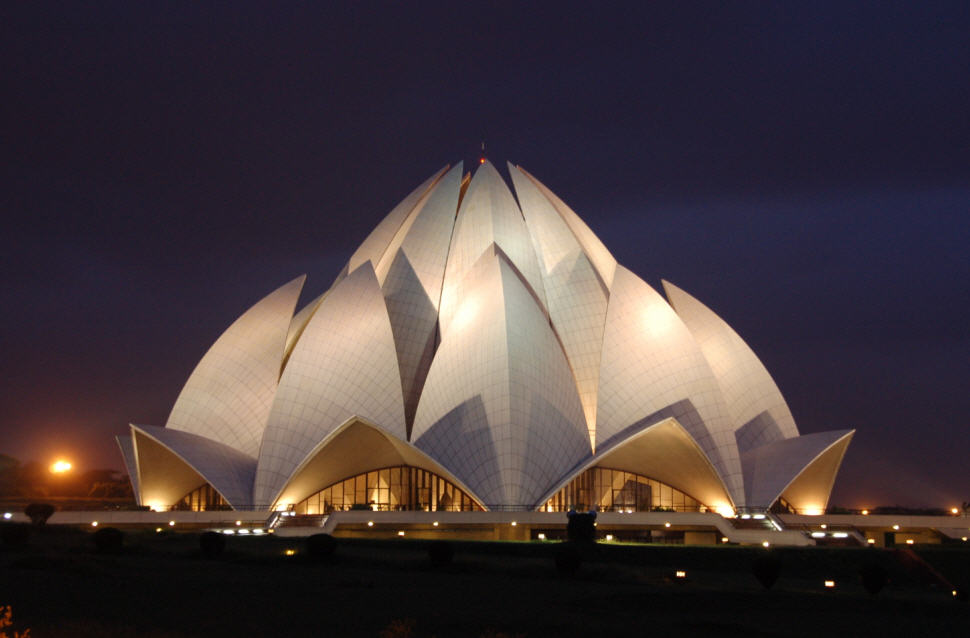
Le Temple du Lotus à Delhi.

Il existe d’autres communautés baha’ies sud-asiatiques, dont le Bangladesh, le Népal, le Pakistan et le Sri Lanka.

### Afrique subsaharienne, îles du Pacifique, Amérique latine

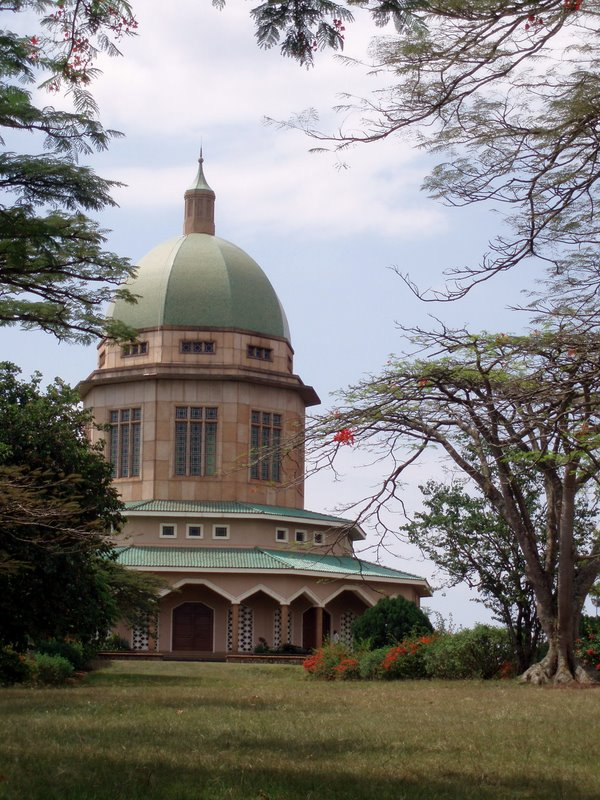
Kampala (Ouganda).

Le baha’isme se développerait beaucoup dans l’Afrique subsaharienne, les îles du Pacifique, l’Amérique latine[réf. nécessaire] Malietoa Tanumafili II, le roi des îles Samoa, s’est converti au baha’isme le 19 février 1968. En Afrique, le « Temple-Mère » — situé à Kampala, la capitale de l’Ouganda — fut inauguré le 13 janvier 1961.

### En Iran
S’étalant sur plusieurs décennies, une campagne de persécution et de répression est menée contre les bahaïs par la République islamique et se poursuit aujourd’hui avec de plus en plus d’intensité. Après la révolution islamique de 1979 en Iran, le premier pays occidental à accueillir des réfugiés baha’is a été le Canada. Pour l’universitaire Juan Cole, durant cette période, la MUJ, n’offrit pas d’aide aux baha’is essayant de fuir le pays et punit même certains qui réussirent, au motif qu’ils n’auraient pu sortir qu’en reniant leur foi. Il ajoute que dans de nombreux cas, cet organe dirigeant a refusé de certifier ces baha’is comme membres, les empêchant de se voir accorder l’asile et leur posant de ce fait de graves difficultés et parfois même les mettant en danger.
Depuis l’avènement de la République islamique en 1979, les supposés 300 000 baha’is d’Iran, sont exclus de la protection constitutionnelle accordée aux seules trois minorités religieuses reconnues (zoroastrisme, judaïsme et christianisme). Leur foi étant postérieure à l’islam, elle n’est à ce titre pas considérée comme une religion par le régime. Aussi, ils n’ont pas le droit de percevoir de retraite, d’inscrire un nom sur la tombe de leurs défunts, d’hériter, de se réunir pour pratiquer leur religion, leurs lieux sacrés et leurs cimetières sont détruits. Les biens de nombreux baha’is sont confisqués. Des pressions sont exercées sur les employeurs pour licencier les salariés baha’is.
Dans les années qui ont suivi la révolution, la répression contre les baha’is a pris des aspects génocidaires et a suscité un élan de sympathie à l’étranger qui fut mis à profit dans l’œuvre missionnaire baha’ie. Au début des années 1980, plus de 200 baha’is, parmi les membres les plus actifs, ont été exécutés pour avoir refusé de se convertir à l’Islam. L’indignation de la communauté internationale a permis, selon plusieurs experts, d’éviter de nombreux morts. La lutte contre les baha’is est ensuite ralentie et larvée.
Un document interne signé en 1991 de la main d’Ali Khamenei, guide suprême de la révolution iranienne, détaille une série de recommandations pour régler ce que les autorités appellent « la question baha’ie » :
« Le gouvernement traitera les baha’is de telle sorte que leur progrès et leur développement soient bloqués. (…) Il faut les expulser des universités, soit lors du processus d’admission, soit au cours de leurs études. (…) L’accès à l’emploi, s’ils s’affichent comme baha’is, doit leur être refusé. »
Au cours du mouvement de protestation qui fait suite à la mort de Mahsa Amini, la minorité baha’ie est particulièrement ciblée par la répression,. Mais elle était déjà l’objet de persécutions, dénoncées au mois d’août 2022,.

### En Égypte
Les premiers baha’is ont fait leur arrivée en Égypte au cours du XIXe siècle.
Quand un tribunal égyptien juge en 1924 que le bahaïsme est une religion distincte, c’était le premier jugement dans un pays musulman à reconnaître l’indépendance du bahaïsme de l’Islam:87.
En 1960, le président Gamal Abdel Nasser a annulé le statut juridique de la foi baha’ie. Conformément à son décret présidentiel, les organisations baha’ies ont été interdites, de même que l’ensemble de leurs activités publiques. Depuis lors, les baha’is ont souvent rencontré des difficultés en Égypte pour obtenir leur carte d’identité nationale. Les baha’is ne sont pas en mesure de spécifier leur religion sur leur carte d’identité nationale, car elle n’est pas reconnue. L’Égypte ne reconnaît que trois religions officielles : l’islam, le christianisme et le judaïsme. Cela peut entraîner des problèmes juridiques et administratifs pour les baha’is égyptiens, notamment en ce qui concerne le mariage, l’éducation et d’autres aspects de la vie quotidienne,.
En 2017, le nombre de baha’is en Égypte n’était pas précis, avec des estimations variant de 1 500 personnes à 7 000 personnes,.

### Au Yémen
En août 2016, Amnesty International appelle les Houthis et leurs alliés à cesser de persécuter les membres de la minorité baha’ie, dont 65 membres au moins ont été arrêtés arbitrairement, lors de différentes rafles dont la dernière date du 16 août 2016.

### Système de développement

#### Plans internationaux
En 1939, Shoghi Effendi a lancé un plan septennal de mission et de développement interne, suivi par un autre en 1946. En 1953, il a lancé la croisade (ǧihād) mondiale décennale, avec des buts ambitieux pour l’expansion de la communauté et des institutions, la traduction de la littérature baha’ie dans de nouvelles langues, et l’envoi de pionniers baha’is dans des pays qui n’avaient pas été atteints jusque-là. Il a annoncé par des lettres pendant la croisade décennale que celle-ci serait suivie d’autres plans, sous la direction de la Maison Universelle de Justice, qui a été élue en 1963 à la fin de la croisade. La maison de Justice a ensuite lancé un plan en 1964, et une série de plans de durée et aux objectifs variables ont suivi, permettant de guider la communauté baha’ie dans ses méthodes d’enseignement (enseignement étant le terme pour désigner le travail missionnaire et de catéchèse).

#### Plan international actuel

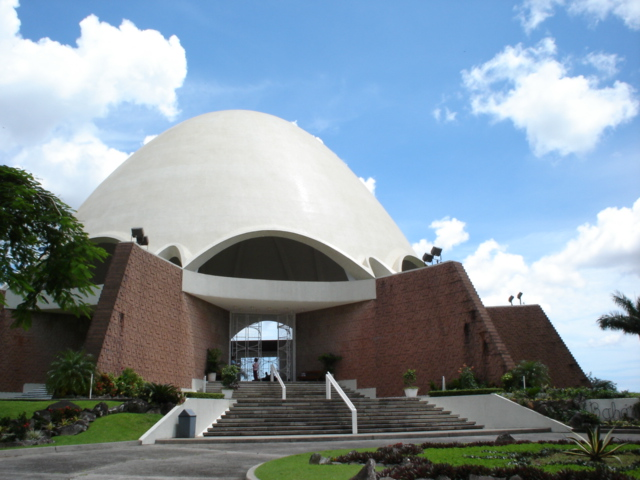
Maison d’adoration baha’ie à Panama.

Depuis la fin des années 1990, la Maison Universelle de Justice a préparé les communautés à une expansion à grande échelle, organisant les localités en « groupements », créant de nouvelles institutions comme les conseils régionaux et renforçant les multiples « instituts de formation ». Le récent plan quinquennal (2001-2006) s’est concentré sur les institutions en développement et la création des moyens permettant de « soutenir une expansion à grande échelle et la consolidation » (Riḍvān 158). Depuis 2001, les baha’is du monde entier ont été encouragés à se concentrer sur les classes pour enfants, les rassemblements de dévotion, et une étude systématique de la religion, connue sous le nom de « cercle d’étude ». En décembre 2005, un nouveau système a été mis en place, des classes pour les jeunes, qui se consacrent à l’éducation religieuse des enfants entre 11 et 14 ans.
Le second plan quinquennal (2006-2011) a été lancé par la Maison universelle de justice en avril 2006. Il appelle de ses vœux l’établissement de modèles avancés de croissance et de développement de la communauté dans plus de 1 500 « groupements » dans le monde. Ce plan fait référence à la procédure habituelle d’élections pour les assemblées spirituelles locales dans les villes qui accueillent de nombreux baha’is. Les années entre 2001 et 2021 représentent 4 plans quinquennaux, dont le terme coïncide avec l’anniversaire de la mort de ʿAbd-al-Bahāʾ,.

#### Cercles d’études
Parallèlement à la consolidation, une approche systématique de l’éducation et du développement de la communauté a vu le jour. Les « cercles d’études » sont destinés à être des groupes durables à grande échelle. Les participants étudient des séquences de livres en petits groupes, aidés par un tuteur. Quand un participant a fini une séquence, il peut aller aider d’autres cercles d’études[réf. nécessaire].
Le programme le plus populaire est le Ruhi Institute, un cours conçu à l’origine pour être utilisé en Colombie, mais qui a largement été utilisé. Le premier livre permet l’étude de trois thèmes : les écrits baha’is, la prière et, la vie et la mort. Les thèmes suivants incluent l’éducation des enfants, la vie du Bāb et de Bahāʾ-Allāh, les services religieux et d’autres[réf. nécessaire].

### Quelques baha’is célèbres
Voir l’article anglophone List of Baháʼís (en).
- Dizzy Gillespie (1917-1993) – trompettiste américain[114]
- Mahmud Jamal - juge à la cour suprême du Canada[115]
- Celeste Buckingham – auteur-compositeur-interprète américano-suisse
- Carole Lombard (1908-1942) – actrice américaine[116]
- Alex Rocco (1936-2015) – acteur américain[117]
- Eva LaRue – actrice américaine[118]
- André Brugiroux – écrivain français[119]
- Bahiyyih Nakhjavani – écrivain britannique
- Auguste Forel (1848-1931) – myrmécologue, entomologiste, psychologue, psychiatre, neuroscientifique suisse
- Nelson Évora – athlète portugais[120]
- Marie Alexandra Victoria de Saxe-Cobourg-Gotha (1875-1938) – reine de Roumanie[121]
- Justin Baldoni – acteur américain[122]
- Malietoa Tanumafili II (1913-2007) – roi des îles Samoa, qui a été le premier chef d’État régnant baha’i, après Marie Alexandra Victoria de Saxe-Cobourg-Gotha[123]
- Lidia Zamenhof (1904-1942) – fille de Louis-Lazare Zamenhof, créateur de l’espéranto, elle était linguiste, espérantiste et traductrice[124]
- Ronald McNair (1950-1986) – astronaute américain (deuxième afro-américain et premier baha’i à voler dans l’espace)[125],[126]
- Hippolyte Dreyfus-Barney (1873-1928) – premier croyant français[127]
- Marc Tobey (1890-1976) – peintre abstrait américain
- Rainn Wilson - acteur américain[128]
- Penn Badgley - acteur américain

## Critique du bahaïsme
Le bahaïsme est sujet à des critiques en Occident en raison de certaines de ses pratiques sociales conservatrices, telles que l’interdiction des relations sexuelles hors mariage ou homosexuelles pour les baha’is.